# Oratorio del Santo Cristo
L'oratorio del Santo Cristo è un luogo di culto cattolico situato nel comune di Santo Stefano al Mare, in piazza Cavour, in provincia di Imperia. La chiesa è sede della confraternita di Nostra Signora della Misericordia.

## Storia e descrizione

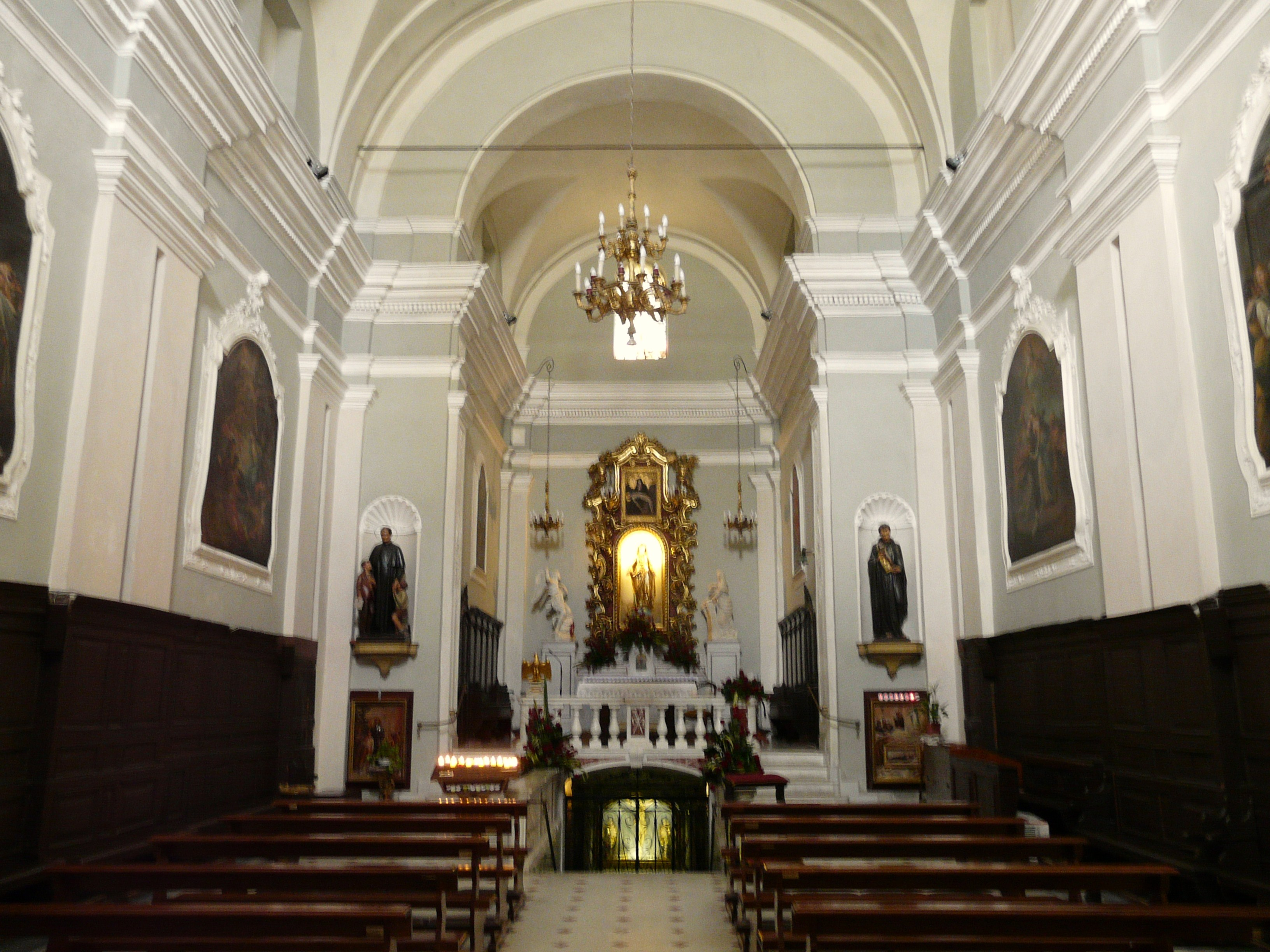
L'interno

Furono due costruttori locali - i fratelli Carlo e Bartolomeo Rambaldi, e probabilmente con la collaborazione del capomastro Girolamo Arlotti - a realizzare tra il 1682 e il 1692 l'opera di edificazione dell'attuale impianto. In stile barocco, presenta una struttura a unica navata con volta a botte.
L'oratorio, già intitolato a Nostra Signora dell'Annunziata e a Nostra Signora della Misericordia, è conosciuto localmente del Santo Cristo in quanto qui è conservato un gruppo ligneo raffigurante Gesù di scuola scultorea genovese del XV secolo; tale effigie, dal 1691, è collocata nella cripta dell'oratorio sopra l'altare neoclassico in marmo del 1839. Nello stesso luogo è presente anche un Cristo deposto, del Seicento.
Altre opere d'arte sono la tavola della Pietà, datata alla fine del XV secolo e opera di Ludovico Brea, e il gruppo marmoreo dell'Annunciazione - del 1683 - realizzato da ignoto scultore; le sei tele con le raffigurazioni dei Misteri del Rosario sono attribuite a Maurizio Carrega (o alla sua bottega) e datate al XVIII secolo.
L'organo, in controfacciata e sopra la cantoria, è del 1861 e opera di Felice e Giacomo Bossi.